# Fritz Michalski
Fritz Michalski (* 29. Januar 1902 in Münden; † 17. Februar 1977 ebenda) war ein deutscher Politiker (SPD). Er war Landrat in Niedersachsen und von 1947 bis 1967 Abgeordneter im Landtag von Niedersachsen.

## Leben
Michalski besuchte die Volksschule und arbeitete ab 1916 als Bahnhilfsarbeiter. Nach fünfeinhalb Jahren wechselte er in das Baugewerbe und später in die Forstwirtschaft. Er war ab 1919 Mitglied der Sozialistischen Arbeiterjugend und später der SPD. In seiner Heimatstadt war er bis 1933 Mitglied des Bürgervorsteherkollegiums. Aus politischen Gründen wurde Michalski während der Zeit des Nationalsozialismus dreimal inhaftiert und verbrachte insgesamt 44 Monate in Gefängnissen und im KZ. Nach dem Zweiten Weltkrieg war er von 1945 bis 1962 als Angestellter tätig. Michalski war Mitglied des Kreistages und Landrat im Landkreis Münden. In der ersten Wahlperiode rückte er am 20. April 1947 in den Landtag von Niedersachsen ein, dem er bis zum Ende der fünften Wahlperiode am 5. Juni 1967 angehörte. Er war vom 7. November 1951 bis zum 13. Oktober 1952 und wieder vom 24. September 1955 bis zu seinem Ausscheiden Vorsitzender des Ausschusses für Forstangelegenheiten.

## Ehrungen
- Er war Inhaber des Großen Verdienstkreuzes des Niedersächsischen Verdienstordens.
- In seiner Geburtsstadt Hann. Münden ist die Fritz-Michalski-Straße nach ihm benannt.